# Allan Johansen
Allan Johansen (født 14. juli 1971) er en tidligere professionel dansk landevejscykelrytter. Han cyklede for det danske hold Team CSC. Han blev Danmarksmester i linjeløb i 2006. Han sluttede sin karriere i 2009 efter Post-Danmark Rundt.